# Christian Pérez (Fußballspieler, Mai 1990)
Christian Pérez, vollständiger Name Christian Elizardo Pérez Gómez, (* 18. Mai 1990 in Montevideo) ist ein uruguayischer Fußballspieler.

## Karriere
Der 1,73 Meter große Mittelfeldakteur Pérez stand zu Beginn seiner Karriere von 2008 bis Mitte 2010 in Reihen der Reservemannschaft (Formativas) von Defensor Sporting. Sodann gehört er der Profimannschaft des Klubs an, spielte aber weiterhin in der Reservemannschaft. Im Januar 2013 wurde er an Central Español ausgeliehen. Dort bestritt er in der Clausura 2013 ein Erstligaspiel (kein Tor). Mitte 2013 kehrte er zu Defensor Sporting zurück. Anfang Februar 2014 wechselte er zum Club Atlético Torque, für den er in den beiden Zweitligaspielzeiten 2013/14 und 2014/15 saisonübergreifend 25 Partien in der Segunda División bestritt und einen Treffer erzielte. Im Juli 2015 verpflichtete ihn der Erstligist River Plate Montevideo. Nachdem er in der Apertura 2015 lediglich zu einem Einsatz (kein Tor) in der Primera División gekommen war, schloss er sich Mitte Februar 2016 auf Leihbasis den Rampla Juniors an. Bei dem ebenfalls in Montevideo beheimateten Klub trug er mit zehn absolvierten Zweitligaspielen (kein Tor) zum Aufstieg in die höchste uruguayische Spielklasse am Saisonende bei. Anschließend kehrte er zu River Plate Montevideo zurück und setzte ab Mitte Juli 2016 seine Karriere beim Zweitligisten Club Atlético Progreso fort. Für diesen absolvierte er in der Saison 2016 neun persönlich torlose Zweitligapartien. Anfang 2017 war er für drei Monate vereinslos, schloss sich dann bis Ende des Jahres dem uruguayischen Clubs CS Cerrito an. Anfang 2019 ging er nach Portugal, erst bis Mitte des Jahres zu GD Gafanha und dann bis Ende 2019 zu Ginásio Clube Figueirense. Anschließend war er September 2019 vereinslos, kam dann zurück nach Uruguay. Bis Mitte März 2021 spielte er für Miramar, wechselte dann in die Dominikanische Republik und schloss sich Delfines del Este FC an. Mitte 2021 wurde er erneut vereinslos.